# Стенографія

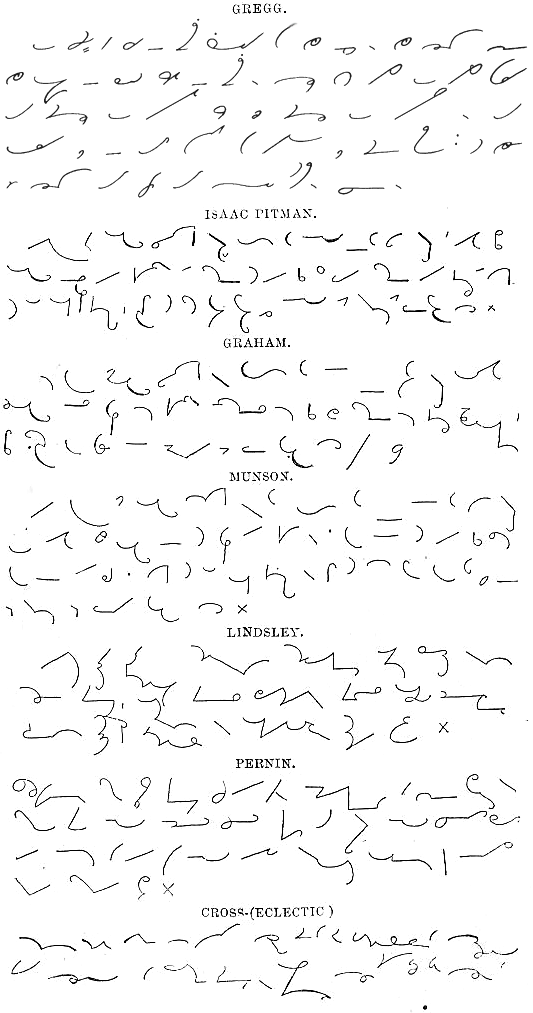
Англійський текст молитви Отче наш у різних системах скоропису

Стенографія або скоропис (від грец. στενός — вузький, тісний й γράφειν — писати) — швидкісне письмо, для якого характерний запис короткими знаками й скороченнями, що дає змогу синхронно занотувати усну мову.

## Загальний опис
Це система спеціальних значків: геометричних (використовуваних у різних системах стенографії в Англії й Франції) та елементів літер рукописного письма (застосовуваних головно в Німеччині й по слов'янських країнах), пристосована для швидкого запису за складами, словотвірними морфемами й словами усної мови.
Найбільше поширилися на Східну Європу системи стенографії на німецькій основі Франца Ксавера Ґабельсберґера (*1789 — †1849 рр.); у Польщі засновником стенографії був Ян Непомуцен Крупський (*1799-†1856 рр.), що її було застосовано (після перших спроб Л. Олєвінського, 1864 р. і Й. Полінського, 1891 р.) до української мови О. Панейко (1922 р.). На сході України виникли варіанти стенографії, складені О. Герштанським та М. Льовшином («Курс стенографії», 1948 р.), на основі системи Ґабельсберґера була пристосована і російська стенографія М. Соколовим та іншими.